# Basilica santuario di Maria Santissima Annunziata
La basilica santuario di Maria Santissima Annunziata è un luogo di culto cattolico di Trapani. La basilica è dedicata alla Beata Vergine Maria del Monte Carmelo. Il santuario comprende la Cappella della Madonna di Trapani.

## Storia

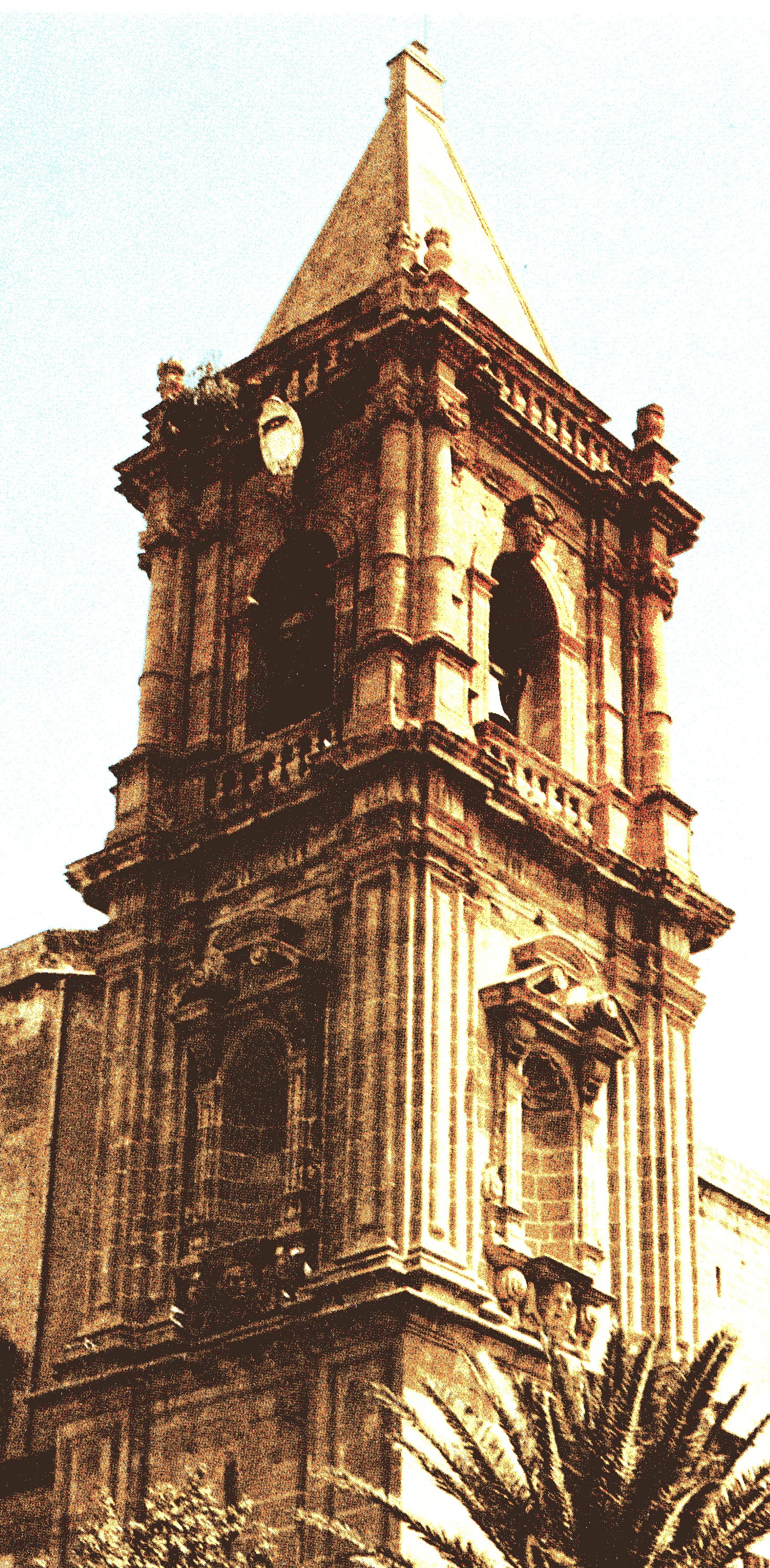
Il campanile, successivo, ultimato nel XVII secolo.

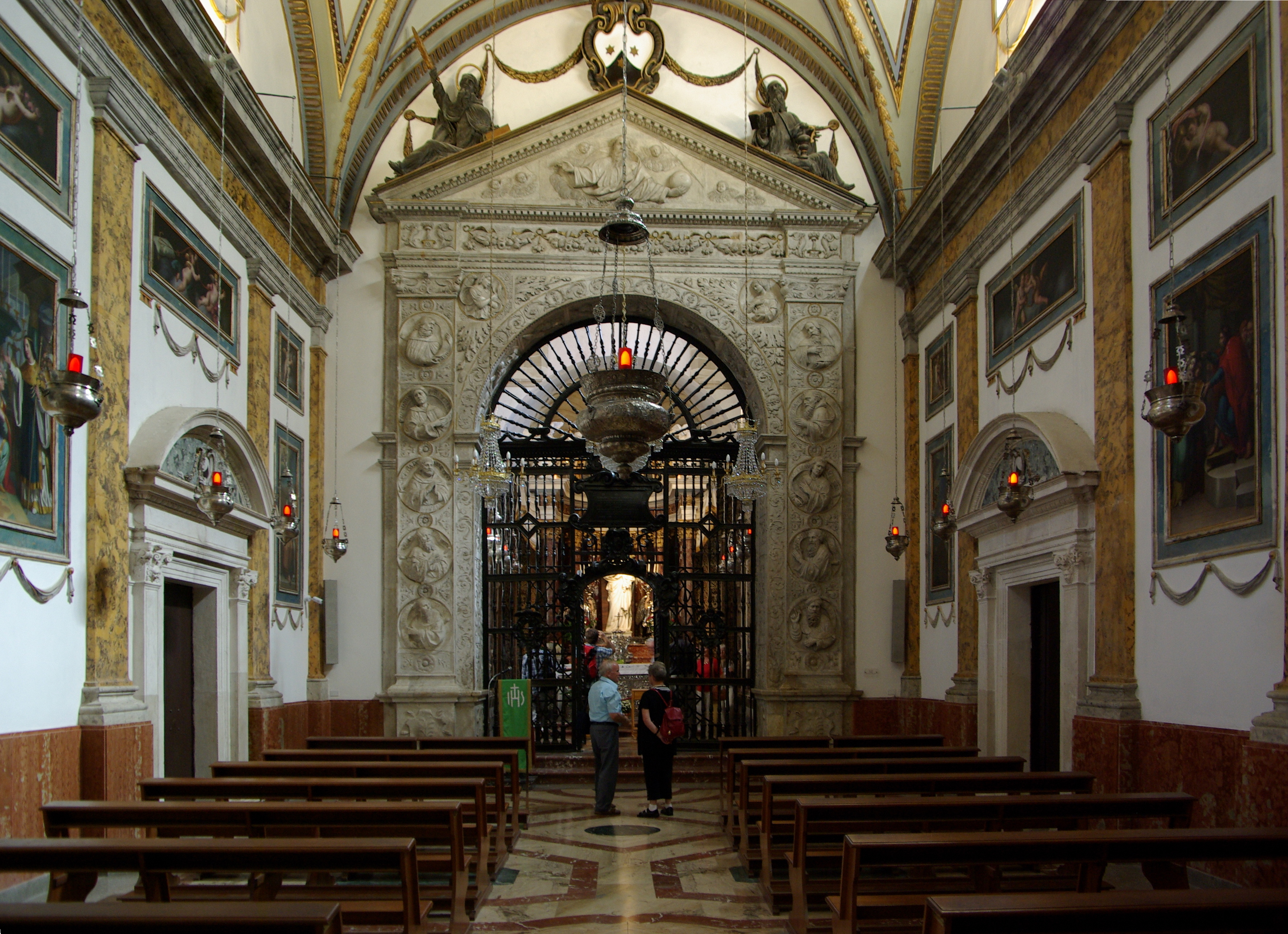
Cappella della Madonna di Trapani.

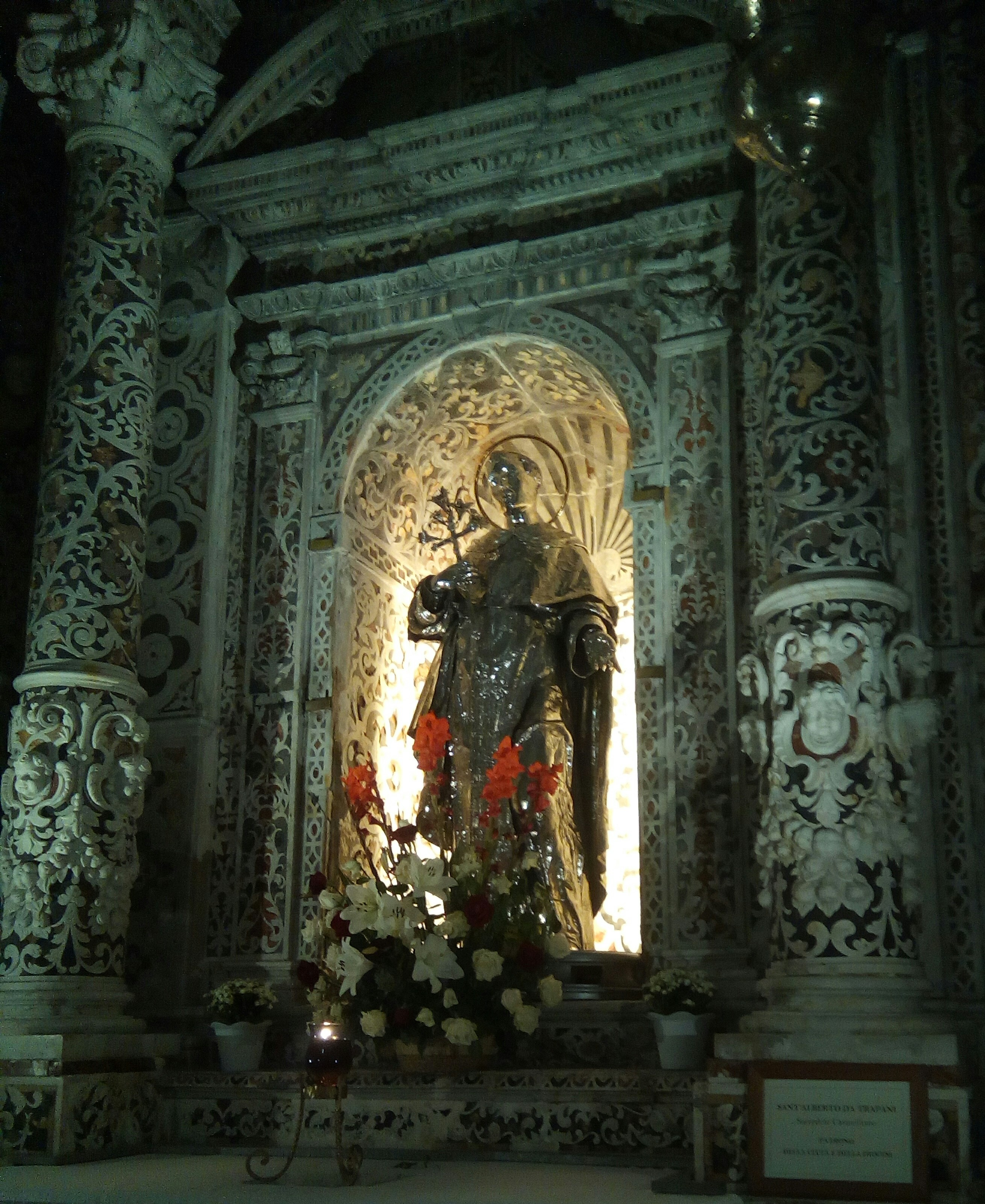
La statua con le reliquie di Sant'Alberto degli Abati.

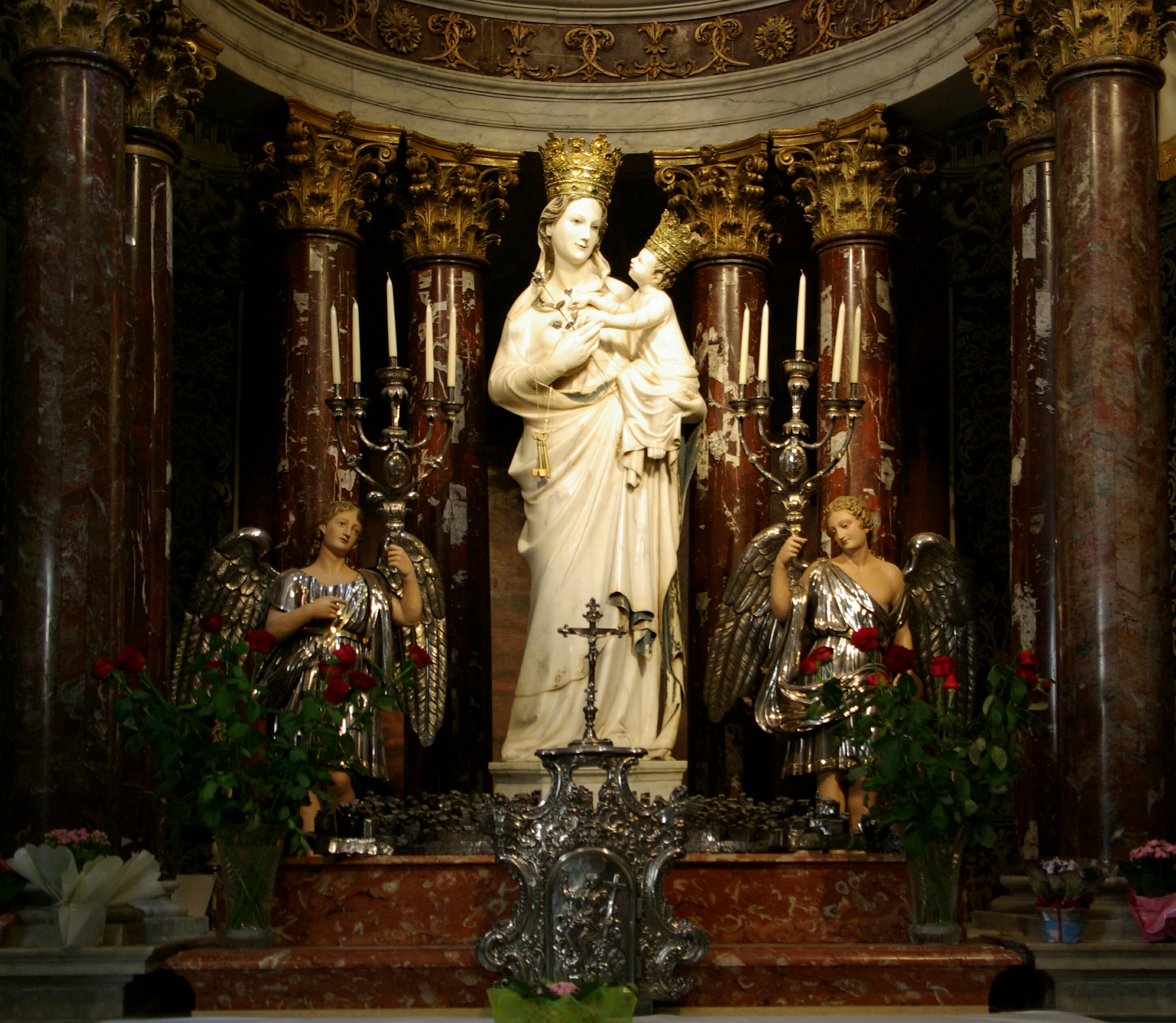
L'altare con la statua della Madonna di Trapani.

### Epoca svevo - aragonese
I Carmelitani scacciati da Gerusalemme e condotti in Sicilia nel 1194 si insediano a Trapani nell'area dell'attuale recinto conventuale, primo abate fu Palmerio.
La prima chiesetta, quella di Santa Maria del parto, è assegnata ai carmelitani, data il 1240.
Il 20 novembre 1270 la chiesa ospitò per alcuni giorni le spoglie mortali di Luigi IX di Francia morto a Tunisi durante l'ottava crociata assieme al cardinale Rodolfo (Raoul Grosparmi) vescovo di Albano, fervente sostenitore della campagna contro gli infedeli. Filippo III di Francia dispose il temporaneo trasferimento dei resti del padre presso la Cappella di San Luigi dei Francesi della cattedrale di Santa Maria Nuova di Monreale, infine nella basilica cattedrale di Saint Denis.
Il completamento del primitivo tempio e attestato da una lapide recante la data 1332.

### Epoca spagnola
Risale al 1537 il completamento della Cappella della Madonna di Trapani per opera dei Gagini. Essa custodisce la preziosa statua in marmo pario della Madonna di Trapani, raffigurante la Vergine con bambino, opera attribuita a Nino Pisano, sbarcata a Trapani dopo il 1300, e venerata in tutto il Mediterraneo.
Ampliata nel Settecento nelle forme attuali su progetto dell'architetto trapanese Giovanni Biagio Amico.

### Epoca contemporanea
Papa Pio XII il 25 marzo 1950, elevò il santuario al titolo e dignità di Basilica pontificia minore
.
È il santuario mariano più famoso della Sicilia occidentale. Affidata all'ordine carmelitano, la basilica appartiene al Fondo Edifici di Culto.

## Architettura

### Facciata
Rosone e portale gotico.
Campanile sul lato meridionale del prospetto, opera di Simone Pisano.

### Interno
La navata, con sedici colonne e con stucchi argentati, fu trasformata nel 1742, su progetto dell'architetto trapanese Giovanni Biagio Amico, in stile barocco-rinascimentale. Un rosone a raggiera sovrasta il portale principale.
- Santuario:
  - Cappella di Santa Teresa già di San Vito, lato vangelo, ambiente realizzato nel 1570.[14]
  - Cappella della Madonna di Trapani.[5][8]
    - Arco trionfale.[5] Espressione del rinascimento siciliano il monumentale arco d'ingresso della Cappella della Madonna di Trapani, il portale marmoreo commissionato ad Antonello Gagini nel 1531 e completato dopo la sua scomparsa nel 1537, è frutto della collaborazione degli eredi, i fratelli Giandomenico, Antonino e Giacomo.[15] Nei tondi dei pilastri sono scolpiti i profili di 10 Profeti, nei medaglioni dei pennacchi le raffigurazioni dell'Angelo Annunciante e della Vergine Annunciata, nel timpano la mezza figura di Dio Padre Onnipotente in altorilievo con globo crucigero nella mano sinistra, circondato da putti alati su nembi. Distese sulle cimase le statue a corpo intero di Sant'Elia (a sinistra con la spada fiammeggiante) e Sant'Eliseo (a destra col libro delle Scritture), realizzate in contrasto cromatico al candore del marmo di Carrara, presenta una ricca decorazione in foglie d'acanto, ghirlande, festoni fitomorfi, grottesche e rosoni.
    - 1591, Grata, manufatto bronzeo, dono del viceré di Sicilia Diego Enriquez Guzman, conte di Albadalista.[16][17] Al centro del colonnato con otto fusti ionici disposti sull'altare a semicerchio, impreziositi capitelli corinzi e stilobati toccati in oro, si staglia il simulacro raffigurante la Vergine.
    - Statua della Madonna di Trapani.[5][18][19]

  - Cappella Fardella sotto il titolo di Sant'Alberto, ambiente patrocinato dalla famiglia Fardella.[5][8][14]
    - Statua argentea di Sant'Alberto.[14]
    - XVII secolo, Martirio di Sant'Andrea, dipinto, opera attribuita a Mattia Preti.[5][20]
    - XVII secolo, Nazzareno che abbraccia la croce, dipinto, opera di Andrea Carrera.[5][20]
- Cappella del Cristo risorto patrocinata dai «Mercanti di Marina», lato vangelo.[21] Ambiente altrimenti noto come Cappella dei Marinai o Cappella della Risurrezione, adibito a custodia del Santissimo Sacramento e l'Adorazione.[8]
  - Altare del Cristo risorto: sepolcro marmoreo sostenuto dai simboli dei quattro evangelisti, manufatto sormontato dalla statua del Cristo risorto. Quattro nicchie parietali ospitano ciascuna una statua raffigurante Centurione, ovvero i custodi dell'avello.
- Cappella dei Pescatori o battistero.[8]

## Opere documentate
- 1725c., Immacolata Concezione, dipinto di Giuseppe Felici.[2]

Nella navata le tele raffiguranti la Nascita di Maria, Presentazione di Maria al Tempio, Visitazione, Presentazione di Gesù al Tempio, Transito di Maria, Assunzione di Maria opere del gesuita Giuseppe Felici.
- 1735c., Vergine tra i Santi con la raffigurazione della Città di Trapani ai suoi piedi, olio su tela, opera di Domenico La Bruna.
- 1582, Leggìo, manufatto bronzeo documentato nel coro, opera di Annibale Scudaniglio.[20][22]
- XVI secolo, Precursore ovvero San Giovanni Battista nell'atto di battezzare Gesù, dipinto sullo stile della scuola del Giorgione in cornu evangelii dell'altare maggiore.[21]
- ?, Volti di Musulmani, dipinto, opera in cornu evangelii dell'altare maggiore.[21]
- 1486, Pila, manufatto marmoreo di stile rinascimentale d'autore ignoto.[23]
- 1539, Pitture e indorature, attività documentate di Francesco Martorana e Orazio d'Alfano il Perugino.[24]

## Convento
Annesso alla chiesa vi è il convento generalizio dei padri carmelitani, che era il più grande dell'Ordine in Italia, con il chiostro.
- Chiostro grande, con portici e loggiati, costituito da 80 colonne.[21]
  - Lapidi con iscrizioni di Ferdinando III di Borbone e del figlio Francesco I duca delle Calabrie.[21]
- Chiostro settentrionale con cella - chiesetta di Sant'Alberto. Sull'architrave un'iscrizione recita:[26]

"HÆC FVIT ALBERTI DREPANENSI CÆLVLA SANCTI SISTE GRADVM - ATQVE PIAS PECTORE FVNDITE PRECES".
Gran parte dei locali del convento ospitano il Museo regionale Agostino Pepoli che custodisce anche il "tesoro della Madonna".
Davanti alla basilica vi è il giardino della villa Pepoli, ora villa comunale.
Congregazione
- 1660c., Congregazione del Crocifisso, detta la Figurella.[27] Sodalizio fondato con il compito di lavare i piedi ai pellegrini devoti.

## Reliquie
- San Clemente

Sotto l'altare della basilica giacciono le spoglie (alcune reliquie) di san Clemente, martire romano.
- Sant'Alberto degli Abbati

Nella chiesa vi è una cappella eretta nel 1586 dove si trova la statua reliquario argenteo del trapanese sant'Alberto degli Abbati, opera dell'argentiere Vincenzo Bonaiuto, e che custodisce ancora le sue reliquie, tra cui il teschio intero del santo
- Beato Rabatà

Al fianco vi è la celletta dove abitava sant'Alberto, e dove sono le reliquie del beato Luigi Rabatà.

## La Madonna di Trapani

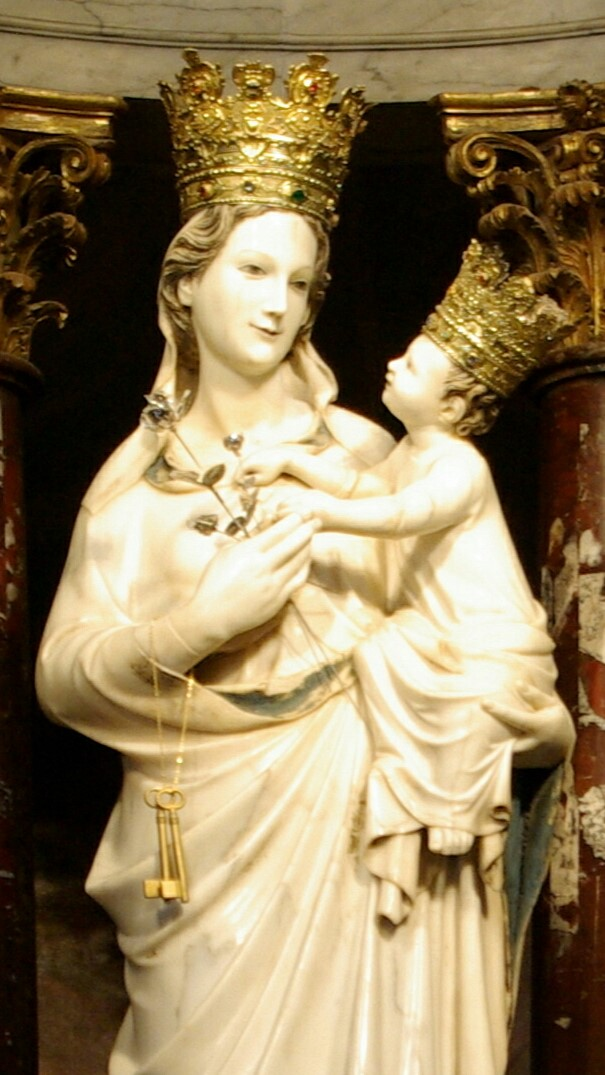
Madonna di Trapani, particolare.

L'ingresso laterale della basilica conduce alla cappella della Madonna.
La Madonna di Trapani fu coronata nel Capitolo Vaticano nel 1734. Una seconda coronazione fu effettuata per volere di Pio XII nel 1935.
La festa della Madonna di Trapani è, assieme alla processione dei Misteri della settimana santa, l'evento religioso più importante del capoluogo.
La "Madonna di Trapani" è venerata sia in Italia che all'estero. Qui ricordiamo: Messina, Tonnarella, Palagonia, Palermo, Genova, Tunisi.

## Feste religiose
- 13 - 16 agosto, Festa della Madonna di Trapani, quindicina, cortei processionali, manifestazioni documentate.[34]

## Galleria d'immagini

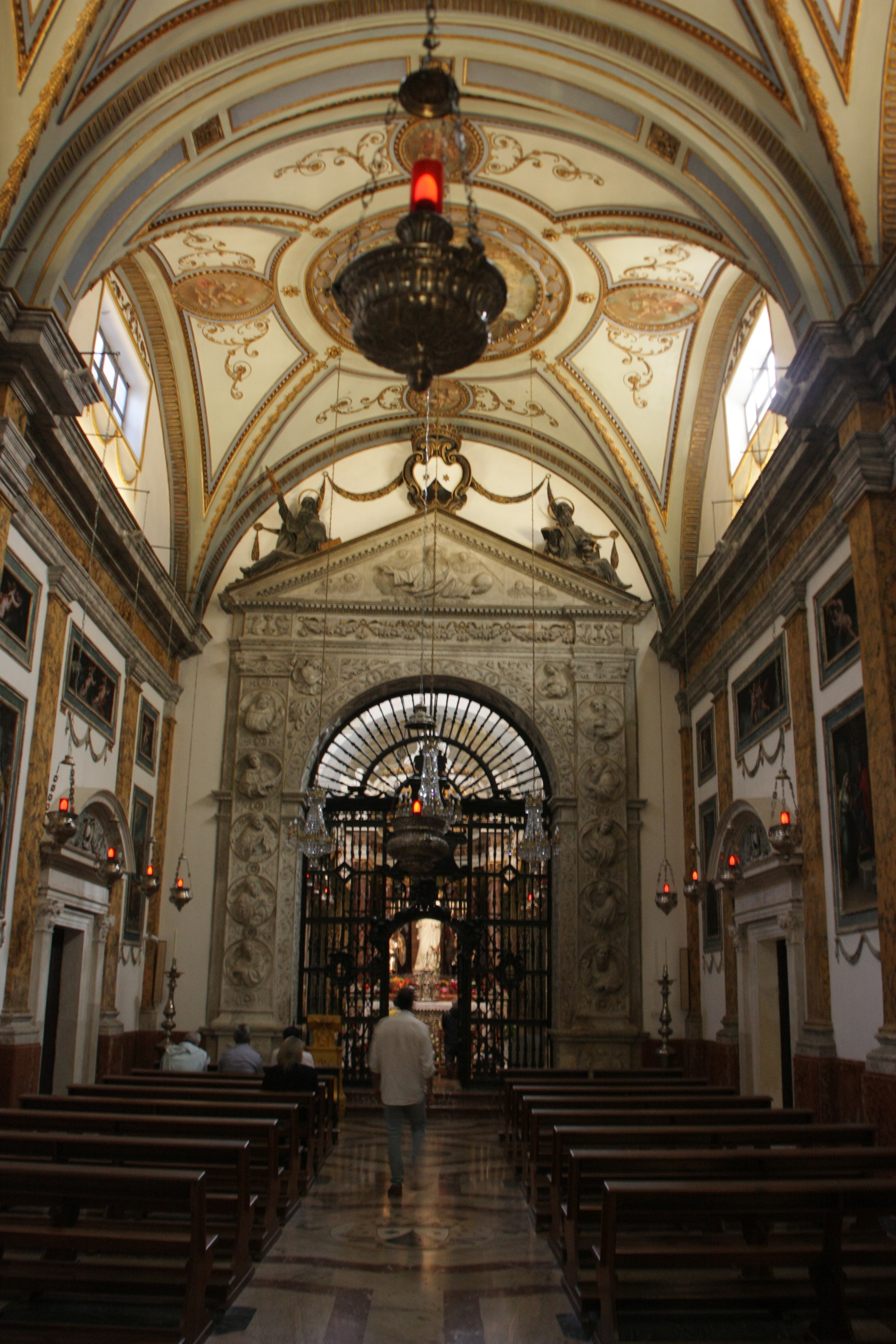
Portale Gagini
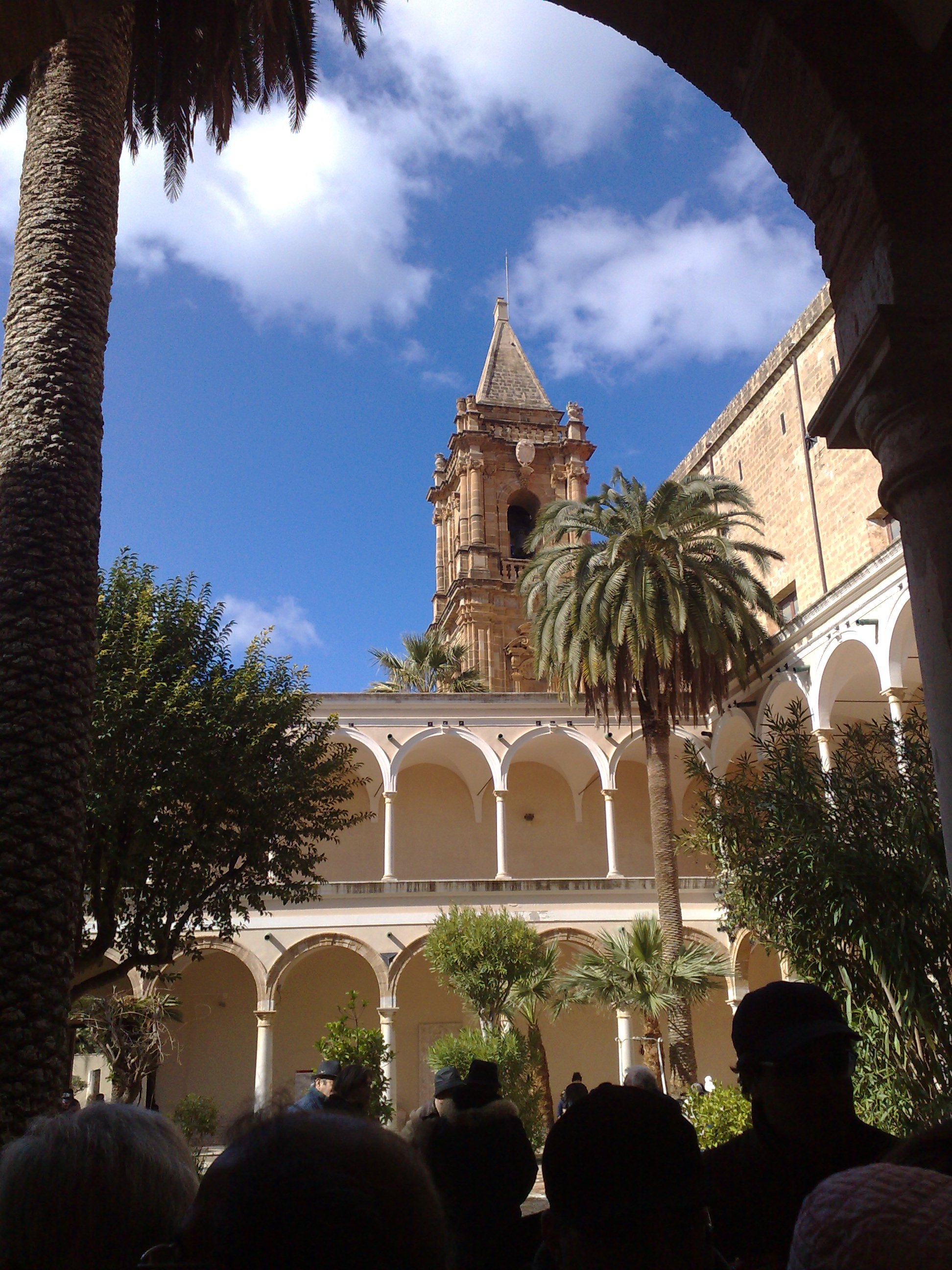
Portici chiostro
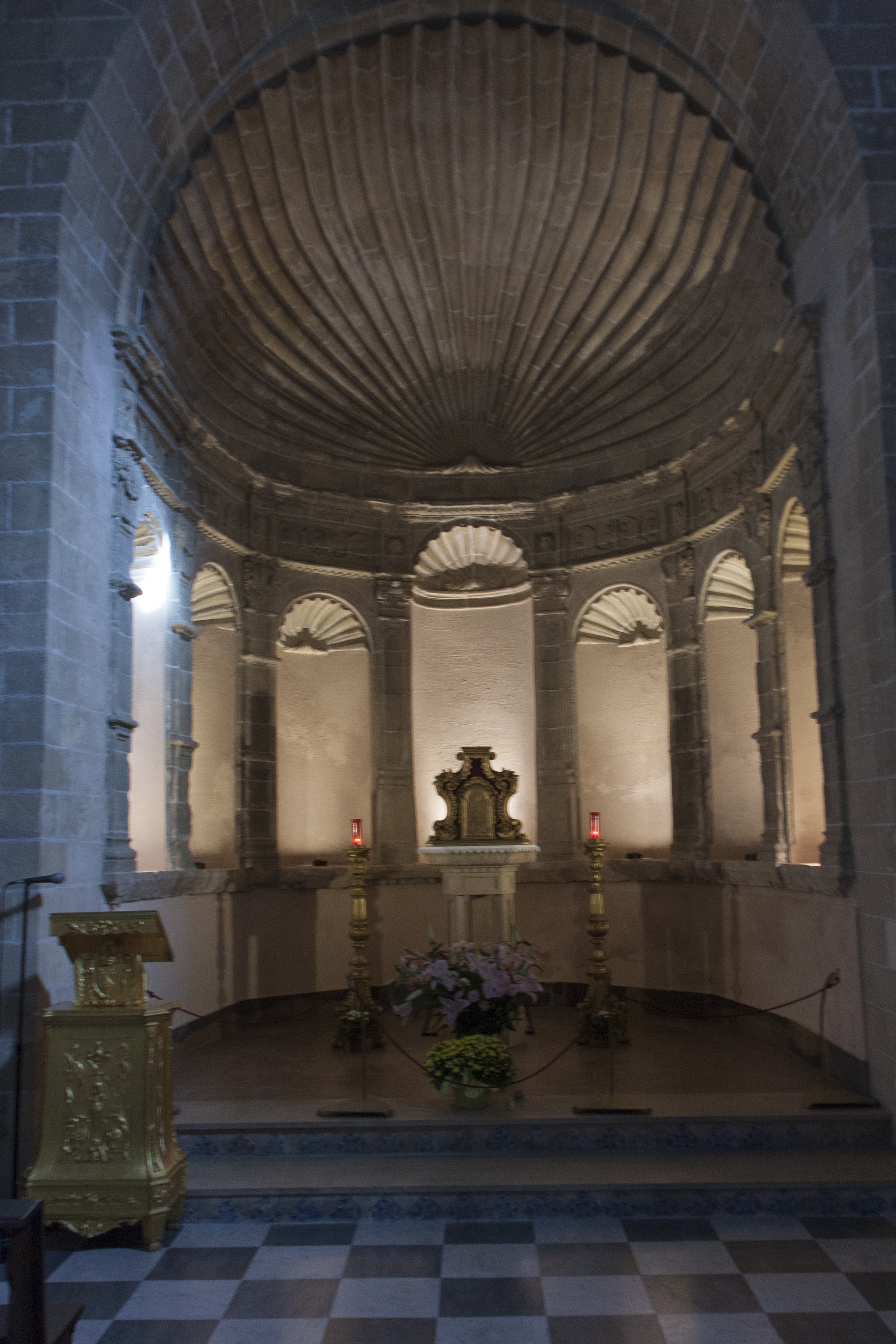
Cappella dei Marinai
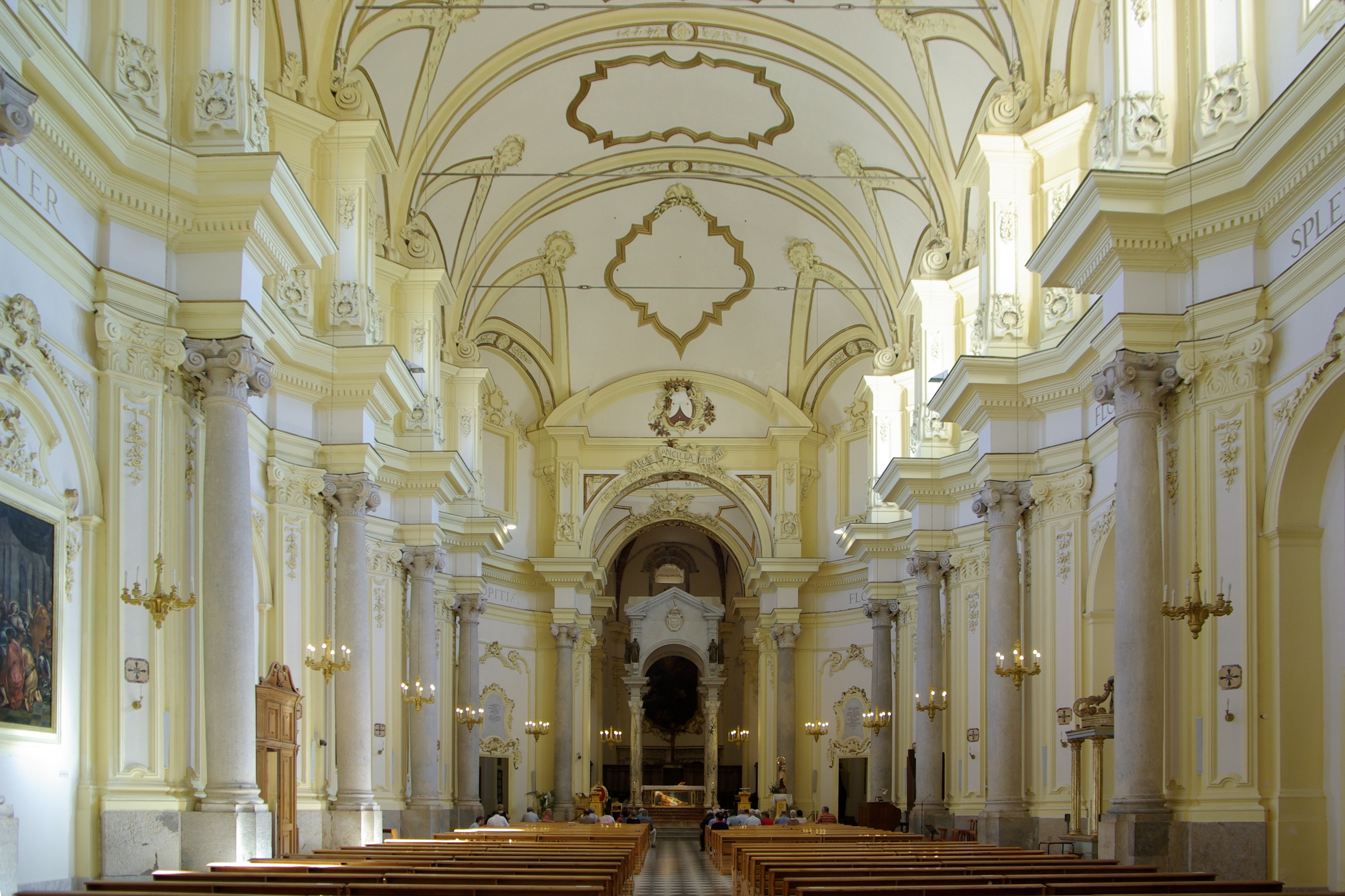
Navata
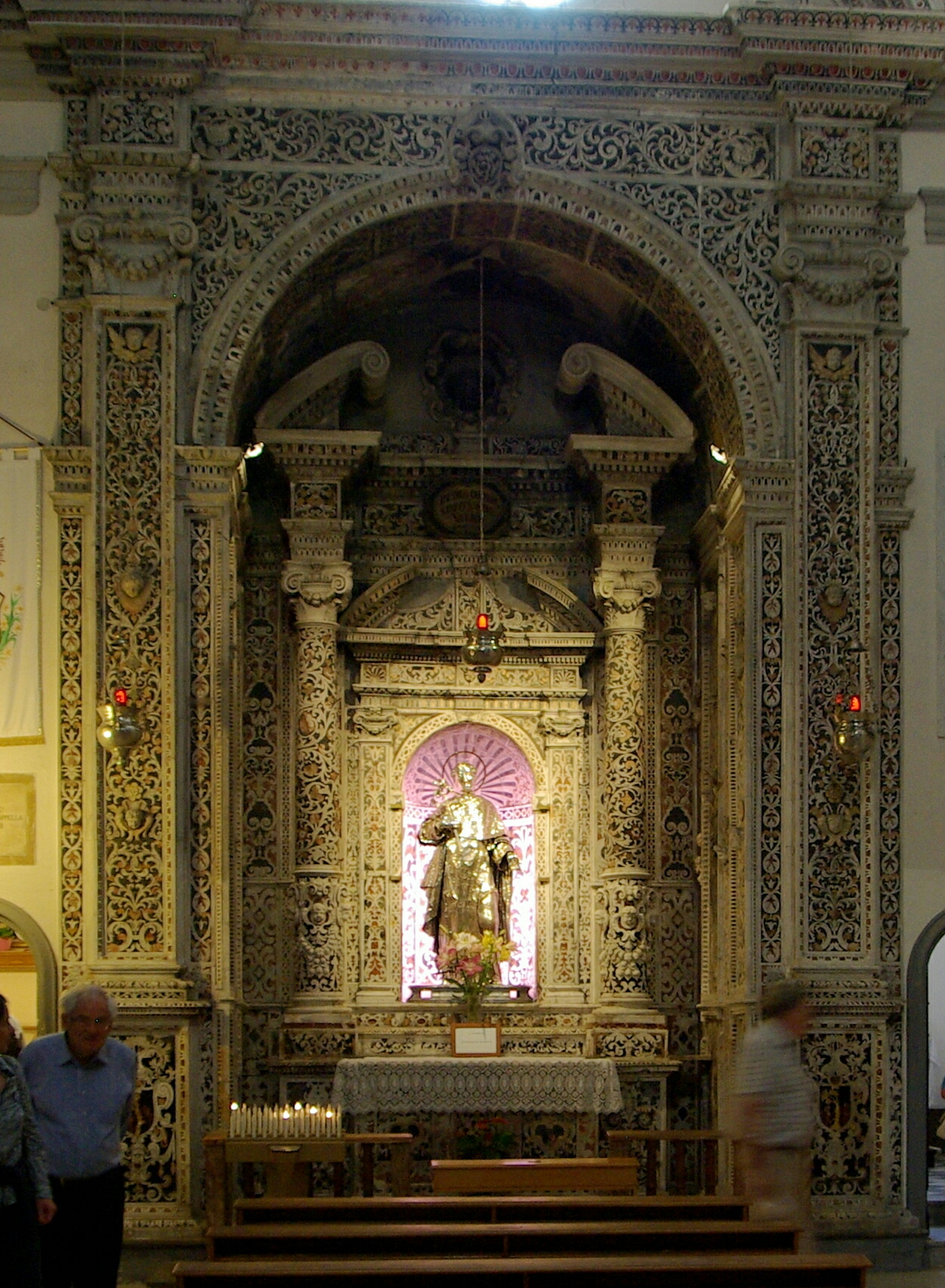
Cappella di Sant'Alberto degli Abati
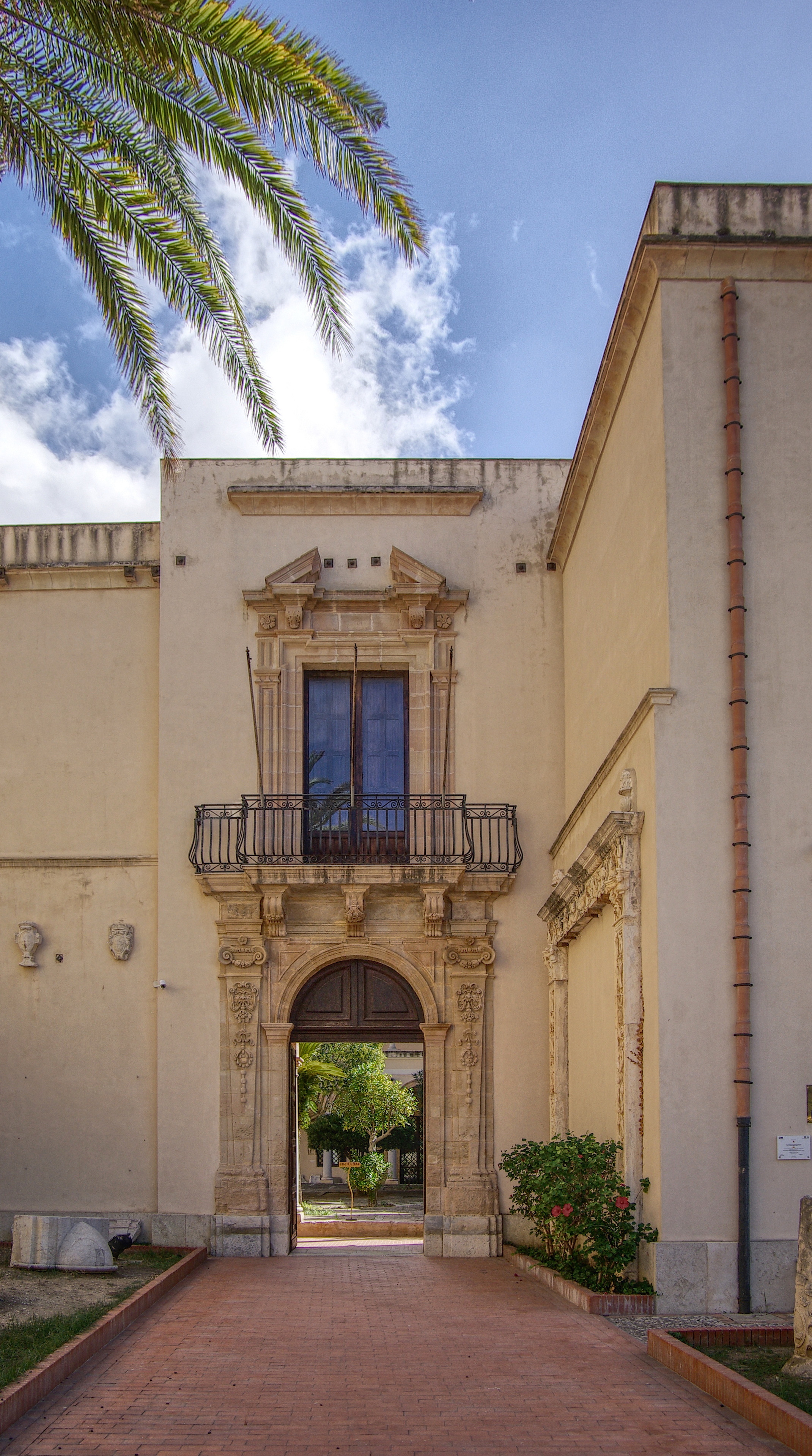
Ingresso Museo
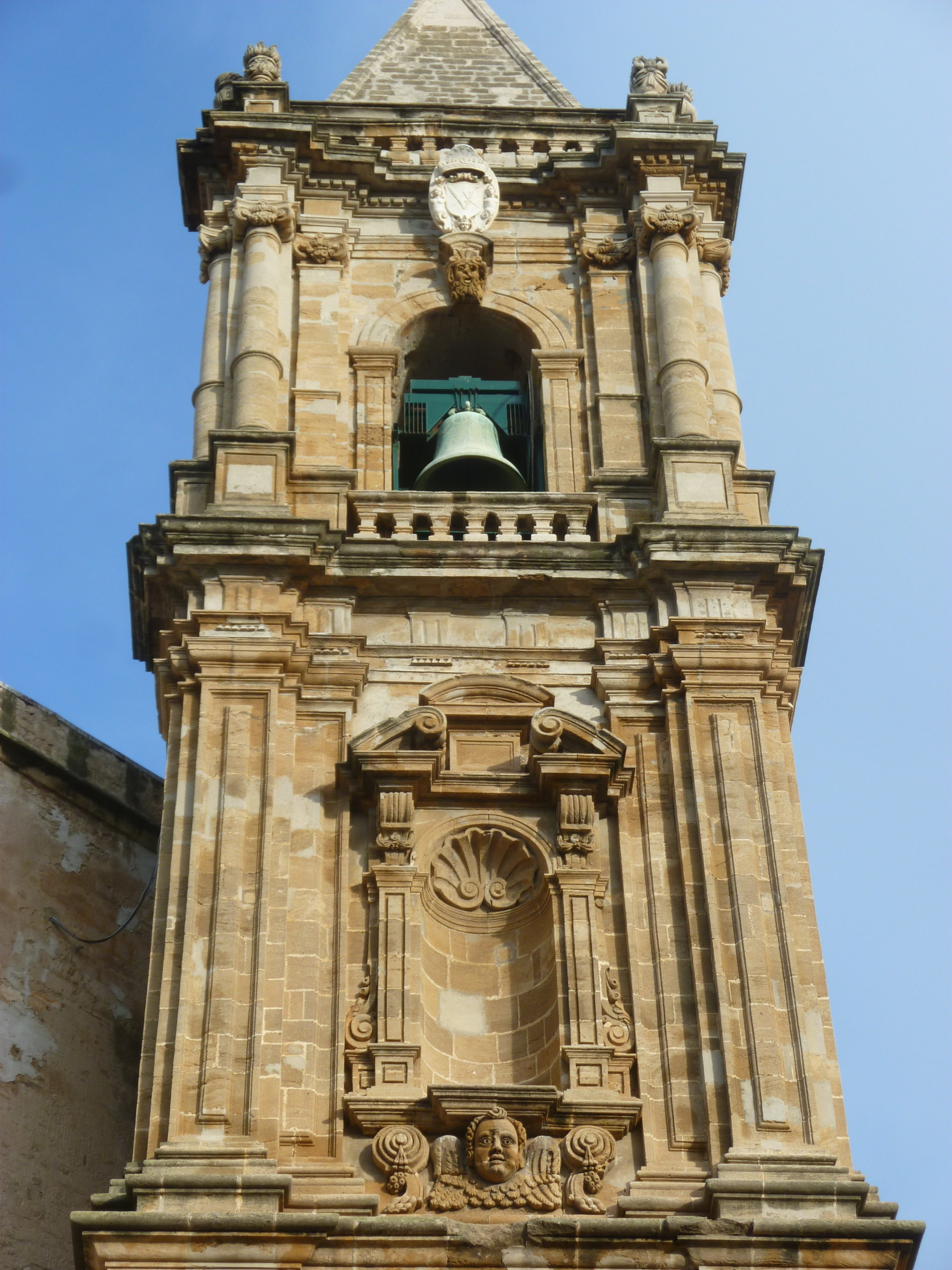
Campanile
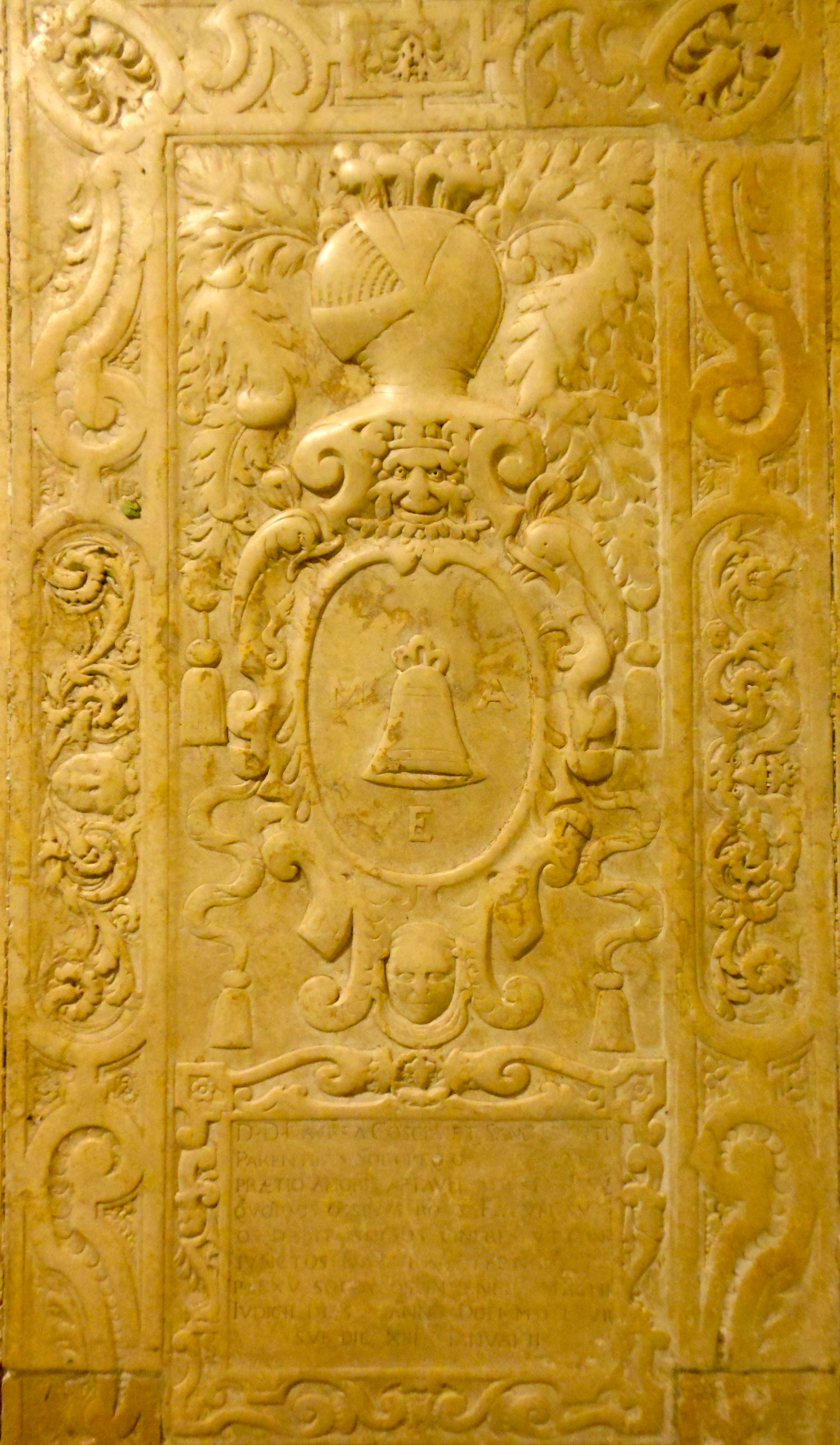
Lapide della famiglia Sanclemente